# لغة غرداية للإشارة
لغة غرداية للإشارة أو لغة يهود الجزائر للإشارة (AJSL)، المتحضرة في الأصل من لغة القرية للإشارة في غرداية، الجزائر، والتي تستخدم الآن في إسرائيل وربما في فرنسا أيضا.
لا يعرف إلا القليل عن استخدامها في فرنسا.

## وصلات خارجية
- JDCC الأخبار